# Al-Matahra al-Baharijja
Al-Matahra al-Baharijja – miejscowość w Egipcie, w muhafazie Al-Minja, w dystrykcie Al-Minja. W 2006 roku liczyła 7560 mieszkańców.